# Mali a 2008. évi nyári olimpiai játékokon
Mali a kínai Pekingben megrendezett 2008. évi nyári olimpiai játékok egyik részt vevő nemzete volt. Az országot az olimpián 4 sportágban 17 sportoló képviselte, akik érmet nem szereztek.

## Atlétika
Férfi
| Versenyző      | Versenyszám | Előfutam | Előfutam | Előfutam | Elődöntő | Elődöntő | Elődöntő | Döntő   | Döntő    |
| Versenyző      | Versenyszám | Idő      | Hely.    | Össz.    | Idő      | Hely.    | Össz.    | Idő     | Helyezés |
| -------------- | ----------- | -------- | -------- | -------- | -------- | -------- | -------- | ------- | -------- |
| Ibrahima Maiga | 400 m gát   | 50,57    | 6.       | 21.      | kiesett  | kiesett  | kiesett  | kiesett | kiesett  |

Női
| Versenyző       | Versenyszám | Előfutam | Előfutam | Előfutam | Negyeddöntő | Negyeddöntő | Negyeddöntő | Elődöntő | Elődöntő | Elődöntő | Döntő   | Döntő    |
| Versenyző       | Versenyszám | Idő      | Hely.    | Össz.    | Idő         | Hely.       | Össz.       | Idő      | Hely.    | Össz.    | Idő     | Helyezés |
| --------------- | ----------- | -------- | -------- | -------- | ----------- | ----------- | ----------- | -------- | -------- | -------- | ------- | -------- |
| Kadiatou Camara | 200 m       | 23,06    | 2. Q     | 13.      | 23,06       | 5.          | 17.         | kiesett  | kiesett  | kiesett  | kiesett | kiesett  |

## Kosárlabda

### Női
A mali női kosárlabda-válogatott a FIBA Afrika-bajnokságának 2007-es szezonját megnyerve kvalifikálta magát.

#### Eredmények
Csoportkör
B csoport
| Csapat                 | M | Gy | V | P+  | P–  | Pk   |
| ---------------------- | - | -- | - | --- | --- | ---- |
| Egyesült Államok (USA) | 5 | 5  | 0 | 491 | 276 | +215 |
| Kína (CHN)             | 5 | 4  | 1 | 358 | 346 | +12  |
| Spanyolország (ESP)    | 5 | 3  | 2 | 350 | 354 | –4   |
| Csehország (CZE)       | 5 | 2  | 3 | 353 | 326 | +27  |
| Új-Zéland (NZL)        | 5 | 1  | 4 | 320 | 423 | –103 |
| Mali (MLI)             | 5 | 0  | 5 | 255 | 402 | –147 |

| 2008. augusztus 9. 11:15 | Mali (MLI)                               | 72–76     | Új-Zéland (NZL) | Vukoszung Sportcsarnok, Peking Nézőszám: 11 083 Játékvezetők: Stephen Seibel (CAN) |
| 2008. augusztus 9. 11:15 | (18–18, 15–24, 21–18, 18–16) Jegyzőkönyv |           |                 | Vukoszung Sportcsarnok, Peking Nézőszám: 11 083 Játékvezetők: Stephen Seibel (CAN) |
| 2008. augusztus 9. 11:15 | Maïga 18                                 | Pont      | Marino 19       | Vukoszung Sportcsarnok, Peking Nézőszám: 11 083 Játékvezetők: Stephen Seibel (CAN) |
| 2008. augusztus 9. 11:15 | Coulibaly 12                             | Lepattanó | Harmon 8        | Vukoszung Sportcsarnok, Peking Nézőszám: 11 083 Játékvezetők: Stephen Seibel (CAN) |
| 2008. augusztus 9. 11:15 | Maïga 3                                  | Gólpassz  | Marino 4        | Vukoszung Sportcsarnok, Peking Nézőszám: 11 083 Játékvezetők: Stephen Seibel (CAN) |

| 2008. augusztus 11. 11:15 | Csehország (CZE)                        | 81–47     | Mali (MLI) | Vukoszung Sportcsarnok, Peking Nézőszám: 11 083 Játékvezetők: Scott Butler (AUS) |
| 2008. augusztus 11. 11:15 | (23–4, 15–18, 18–11, 25–14) Jegyzőkönyv |           |            | Vukoszung Sportcsarnok, Peking Nézőszám: 11 083 Játékvezetők: Scott Butler (AUS) |
| 2008. augusztus 11. 11:15 | Machová 14                              | Pont      | Sissoko 24 | Vukoszung Sportcsarnok, Peking Nézőszám: 11 083 Játékvezetők: Scott Butler (AUS) |
| 2008. augusztus 11. 11:15 | Kulichová, Večeřová 7                   | Lepattanó | Sissoko 13 | Vukoszung Sportcsarnok, Peking Nézőszám: 11 083 Játékvezetők: Scott Butler (AUS) |
| 2008. augusztus 11. 11:15 | Mokrosová 3                             | Gólpassz  | Bagayoko 3 | Vukoszung Sportcsarnok, Peking Nézőszám: 11 083 Játékvezetők: Scott Butler (AUS) |

| 2008. augusztus 13. 22:15 | Mali (MLI)                             | 41–97     | Egyesült Államok (USA) | Vukoszung Sportcsarnok, Peking Nézőszám: 11 083 Játékvezetők: Maogong Yang (CHN) |
| 2008. augusztus 13. 22:15 | (12–24, 16–27, 5–25, 9–21) Jegyzőkönyv |           |                        | Vukoszung Sportcsarnok, Peking Nézőszám: 11 083 Játékvezetők: Maogong Yang (CHN) |
| 2008. augusztus 13. 22:15 | Sininta 13                             | Pont      | Leslie 16              | Vukoszung Sportcsarnok, Peking Nézőszám: 11 083 Játékvezetők: Maogong Yang (CHN) |
| 2008. augusztus 13. 22:15 | Sissoko 7                              | Lepattanó | Fowles 6               | Vukoszung Sportcsarnok, Peking Nézőszám: 11 083 Játékvezetők: Maogong Yang (CHN) |
| 2008. augusztus 13. 22:15 | Bagayoko 3                             | Gólpassz  | Lawson 7               | Vukoszung Sportcsarnok, Peking Nézőszám: 11 083 Játékvezetők: Maogong Yang (CHN) |

| 2008. augusztus 15. 16:45 | Kína (CHN)                              | 69–48     | Mali (MLI)          | Vukoszung Sportcsarnok, Peking Nézőszám: 11 083 Játékvezetők: Reynaldo Mercedes (DOM) |
| 2008. augusztus 15. 16:45 | (17–7, 20–13, 15–15, 17–13) Jegyzőkönyv |           |                     | Vukoszung Sportcsarnok, Peking Nézőszám: 11 083 Játékvezetők: Reynaldo Mercedes (DOM) |
| 2008. augusztus 15. 16:45 | Miao Li-csie 25                         | Pont      | Diawara, Sininta 11 | Vukoszung Sportcsarnok, Peking Nézőszám: 11 083 Játékvezetők: Reynaldo Mercedes (DOM) |
| 2008. augusztus 15. 16:45 | Csen Nan 9                              | Lepattanó | Sissoko 19          | Vukoszung Sportcsarnok, Peking Nézőszám: 11 083 Játékvezetők: Reynaldo Mercedes (DOM) |
| 2008. augusztus 15. 16:45 | Szuj Fej-fej 5                          | Gólpassz  | Diawara, Sininta 1  | Vukoszung Sportcsarnok, Peking Nézőszám: 11 083 Játékvezetők: Reynaldo Mercedes (DOM) |

| 2008. augusztus 17. 09:00 | Spanyolország (ESP)                     | 79–47     | Mali (MLI)         | Vukoszung Sportcsarnok, Peking Nézőszám: 11 083 Játékvezetők: Elena Chernova (RUS) |
| 2008. augusztus 17. 09:00 | (19–5, 17–16, 22–12, 21–13) Jegyzőkönyv |           |                    | Vukoszung Sportcsarnok, Peking Nézőszám: 11 083 Játékvezetők: Elena Chernova (RUS) |
| 2008. augusztus 17. 09:00 | Valdemoro 21                            | Pont      | Sissoko 17         | Vukoszung Sportcsarnok, Peking Nézőszám: 11 083 Játékvezetők: Elena Chernova (RUS) |
| 2008. augusztus 17. 09:00 | Montañana 9                             | Lepattanó | Diawara 15         | Vukoszung Sportcsarnok, Peking Nézőszám: 11 083 Játékvezetők: Elena Chernova (RUS) |
| 2008. augusztus 17. 09:00 | Montañana, Aguilar, Lima, Martínez 4    | Gólpassz  | Diawara, Kanoute 2 | Vukoszung Sportcsarnok, Peking Nézőszám: 11 083 Játékvezetők: Elena Chernova (RUS) |

| Csapat     | Helyezés |
| ---------- | -------- |
| Mali (MLI) | 12.      |

## Taekwondo
Férfi
| Versenyző         | Versenyszám | Nyolcaddöntő              | Negyeddöntő                    | Elődöntő          | Vigaszág elődöntő | Bronz- mérkőzés   | Döntő             | Helyezés |
| Versenyző         | Versenyszám | Ellenfél Eredmény         | Ellenfél Eredmény              | Ellenfél Eredmény | Ellenfél Eredmény | Ellenfél Eredmény | Ellenfél Eredmény | Helyezés |
| ----------------- | ----------- | ------------------------- | ------------------------------ | ----------------- | ----------------- | ----------------- | ----------------- | -------- |
| Daba Modibo Keita | Nehézsúly   | Mickäel Borot (FRA) · 6-5 | Chika Chukwumerije (NGR) · 2-3 | kiesett           |                   |                   |                   | 8.       |

## Úszás
Férfi
| Versenyző         | Versenyszám | Előfutam | Előfutam | Előfutam | Elődöntő | Elődöntő | Elődöntő | Döntő   | Döntő    |
| Versenyző         | Versenyszám | Idő      | Hely.    | Össz.    | Idő      | Hely.    | Össz.    | Idő     | Helyezés |
| ----------------- | ----------- | -------- | -------- | -------- | -------- | -------- | -------- | ------- | -------- |
| Mohamed Coulibaly | 50 m gyors  | 29,09    | 5.       | 86.      | kiesett  | kiesett  | kiesett  | kiesett | kiesett  |

Női
| Versenyző    | Versenyszám | Előfutam | Előfutam | Előfutam | Elődöntő | Elődöntő | Elődöntő | Döntő   | Döntő    |
| Versenyző    | Versenyszám | Idő      | Hely.    | Össz.    | Idő      | Hely.    | Össz.    | Idő     | Helyezés |
| ------------ | ----------- | -------- | -------- | -------- | -------- | -------- | -------- | ------- | -------- |
| Mariam Keita | 100 m mell  | 1:24,26  | 3.       | 49.      | kiesett  | kiesett  | kiesett  | kiesett | kiesett  |